# Kléberplatz

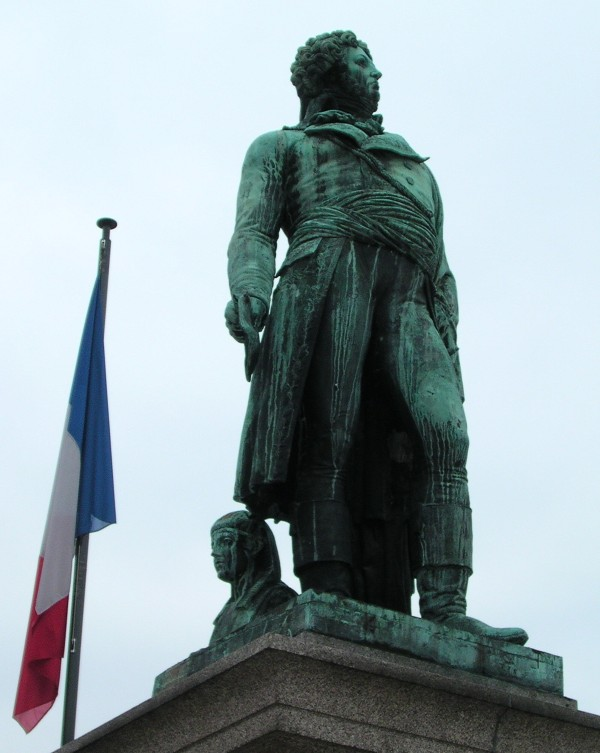
Klébers Statue auf dem gleichnamigen Platz, geschaffen von Philipp Graß

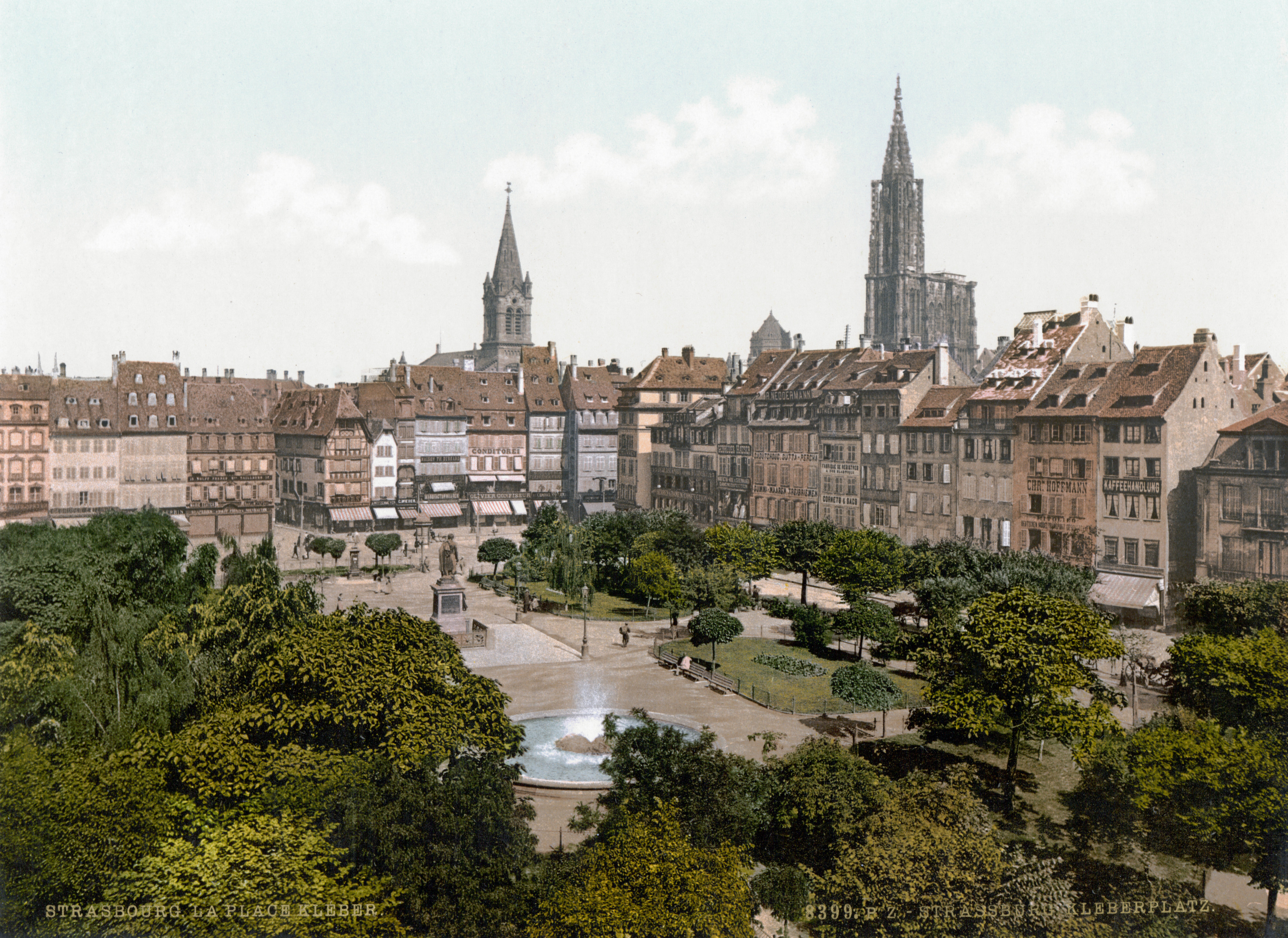
Kléberplatz um 1900

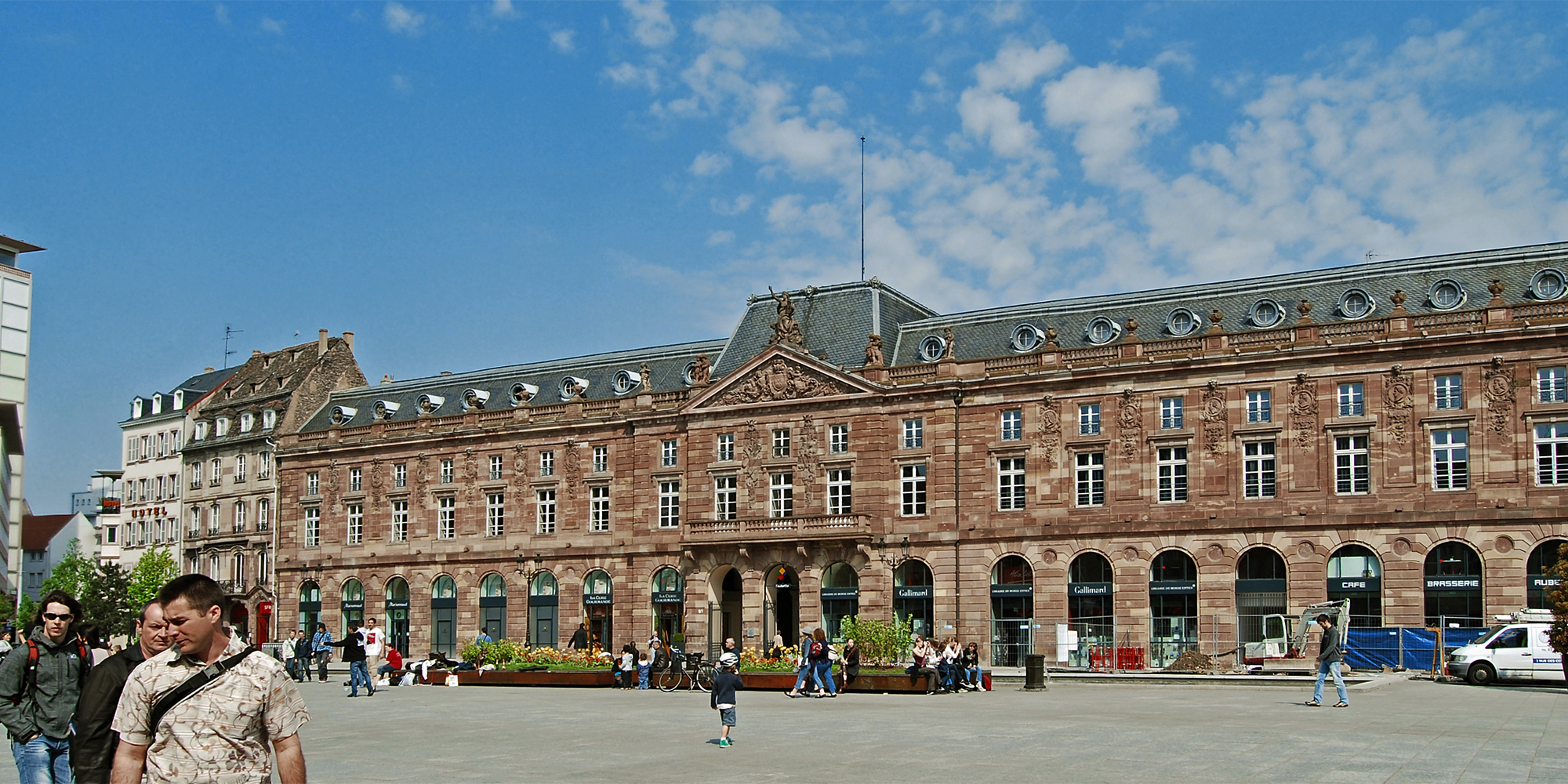
Die Aubette

Der Kléberplatz (französisch Place Kléber, elsässisch Klewerplatz, historisch Barfüßerplatz, später Waffenplatz) ist einer der zentralen Plätze in Straßburg.

## Geschichte
Der ursprünglich „Barfüßerplatz“ (wegen eines anliegenden Franziskanerklosters), dann im 17. Jahrhundert „Waffenplatz“  und schließlich seit dem Jahr 1840 so genannte „Kléberplatz“ (im Französischen: Place Kléber genannt) hat seinen Namen vom aus Straßburg stammenden General Jean-Baptiste Kléber.  Am 24. Juni dieses Jahres wurde das auf der Mitte des Platzes stehende Denkmal eingeweiht. Es zeigt ihn aufrecht stehend, in der Hand den Brief, in dem ihn der britische Admiral Keith im Jahr 1800 vergebens zur Kapitulation der französischen Truppen aufforderte. Unter dem Denkmal befindet sich eine Gruft, die im Jahr 1838 zwei Jahre vor der Einweihung des Denkmals den Sarg Klébers aufnahm.
Der Platz wird im Norden von der Aubette, der ehemaligen im neoklassizistischen Stil des 18. Jahrhunderts von Blondel erbauten Hauptwache begrenzt. Das Gebäude beherbergt einen ehemaligen Freizeitkomplex, der 1928 von den Künstlern Theo van Doesburg, Jean Arp und Sophie Taeuber-Arp ausgestattet wurde und bisweilen als „Sixtinische Kapelle der zeitgenössischen Kunst“ bezeichnet wird.
Der Kléberplatz war von 1886 bis 1960 zentraler Knotenpunkt der ehemaligen Straßenbahn, dann wurde er zu einem großen Parkplatz, bevor er 1994 vom Architekten Guy Clapot umgestaltet wurde. Der zur Fußgängerzone gewordene Platz wird am westlichen Rand von den Linien A und D der neu eingeführten Straßenbahn tangiert.
Der Platz wird oft für große Kundgebungen benutzt. Er spielt eine zentrale Rolle nicht nur für die Straßburger, sondern für das gesamte Ballungsgebiet.

## Anschlag auf den Christkindelsmärik 2018

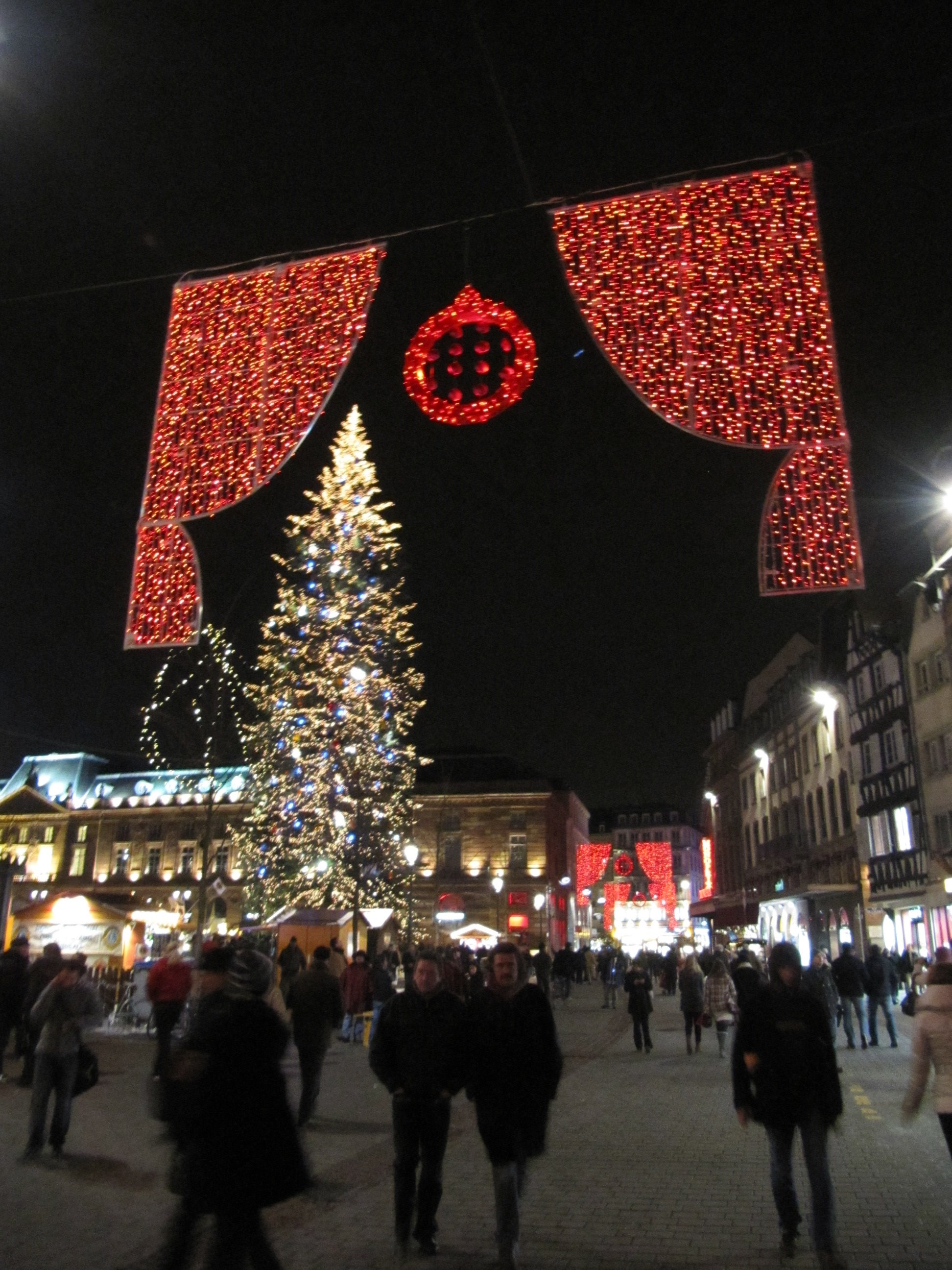
Christkindelsmärik (Weihnachtsmarkt) 2010

Auf dem Christkindelsmärik, dem berühmten Weihnachtsmarkt,  kam es auf dem Kléberplatz am 11. Dezember 2018 zu einem islamistischen Anschlag, bei dem der 29-jährige Täter Chérif Chekatt fünf Menschen tötete und weitere dreizehn verletzte. Der vorbestrafte und als Gefährder eingestufte Täter wurde von einem Soldaten im Rahmen der Opération Sentinelle angeschossen und nach 48-stündiger Flucht am 13. Dezember 2018 von einer Spezialeinheit der Polizei im Straßburger Stadtteil Neudorf erschossen.